# Cultura Menchiana
A cultura Menchiana desenvolveu-se em Com Ombo entre 14000-11000 AP e foi por vezes considerada em parte parecida com a cultura aurignaciana do Oriente Próximo. Sua indústria lítica baseou-se em raspadores, lâminas e lascas pesadas, furadores e buris ásperos. Possivelmente foi contemporânea da fase II da Cultura Sebiliana pois entre os achados foram encontrados várias peças típicas desta última.